# Héctor Lavoe
Héctor Juan Pérez Martínez (Machuelo Abajo, Ponce, 30 de septiembre de 1946-Manhattan, 29 de junio de 1993), conocido artísticamente como Héctor Lavoe, fue un cantante y productor musical puertorriqueño. Es considerado como una de las más grandes figuras de la salsa de todos los tiempos, ayudando a establecer la popularidad de dicho género a nivel mundial en las décadas de los sesenta, setenta, ochenta, y comienzos de los noventa.
Desde 1967 hasta 1986, estuvo integrado en la orquesta de Willie Colón, conformando el reconocido dúo Willie Colón & Héctor Lavoe, con la que logró el reconocimiento con canciones como «Aguanile», «Che, che, colé», «La murga», «El día de mi suerte», «Todo tiene su final», «Aires de Navidad», «Juana Peña», «Juanito Alimaña», «Triste y vacía», «¿De qué tamaño es tu amor?», «Calle Luna, Calle Sol», «Barrunto», «Timbalero», «Abuelita», entre otras. 
También formó parte del elenco de la orquesta salsera Fania All Stars desde su creación en 1968 hasta sus últimos años de vida. Lavoe fue uno de los artistas principales del sello Fania Records, con ellos grabó varias canciones, tales como «Mi gente», «El rey de la puntualidad», «Ublabadú», «Siento» y más temas que salieron en el disco recopilatorio Fania All-Stars with Hector Lavoe.
Tras su separación de Willie Colón, inició su carrera como solista y publicó su primer álbum, La Voz, con el que recibió un disco de oro y obtuvo, por parte de la revista Latin NY, el premio a mejor vocalista masculino y mejor conjunto de 1976. Posteriormente lanzó otros álbumes como De ti depende, Comedia, El Sabio, ¡Qué sentimiento!, Reventó y entre otros. Su último álbum Strikes Back, lanzado en 1987, fue nominado a los Premios Grammy de 1988 en la categoría mejor interpretación latina tropical, el cual no ganó. A lo largo de su carrera como solista, obtuvo varios éxitos musicales como «El cantante», «Rompe saragüey», «Periódico de ayer», «Juanito Alimaña» y «Plato de segunda mesa», por solo mencionar algunos. 
Es considerado como uno de los más grandes soneros de la salsa y ha logrado, a pesar de los años de su partida, que su voz se siga oyendo en diversas partes del mundo, en países como Puerto Rico, Venezuela, Cuba, República Dominicana, Colombia, Ecuador, Perú, México, Panamá y Estados Unidos, además de otros países de América Latina, el Caribe, Europa, Asia y África
Además de haber tocado con Willie Colón y la Fania All Stars, Lavoe compartió escenario con diversos artistas de varios géneros como Andy Montañez, El Gran Combo, Raphael, Frankie Ruiz, Santos Colón, Oscar D' León, Tito Nieves, José José, Ismael Rivera, Celia Cruz y otros cantantes. También grabó canciones al lado de Daniel Santos, Tito Puente y Richie Ray.

## Biografía
Nació en el seno de una familia humilde con el nombre de Héctor Juan Pérez Martínez, el 30 de septiembre de 1946, en el barrio Machuelo Abajo de la Cantera de Ponce, Puerto Rico. Fue uno de los ocho hijos de Francisca Martínez (Panchita) y Luis Pérez (Lucho). A los tres años de edad, perdió a su madre; sería el primero de muchos golpes emocionales en la vida del cantante. Su padre, quien tocaba la guitarra con tríos y orquestas locales dio instrucción musical a su hijo, le matriculó en la Escuela de Música Juan Morel Campos, donde interpretó la canción «Campanitas de cristal», bolero compuesto por Rafael Hernández Marín, en una fiesta escolar. Su padre tenía el sueño de ver a Héctor convertido en un gran saxofonista. Aunque Lavoe aprendió los fundamentos de la música, pronto perdió interés en dicho instrumento. Sentía que lo suyo era el canto.
Héctor pasó gran parte de su tiempo escuchando música jíbara y popular. Sus cantantes favoritos eran Jesús Sánchez Erazo, más conocido como «Chuito el de Bayamón», Odilio González, Roberto Faz y Daniel Santos, cuyas voces y estilos imitó durante sus inicios en la música. Otros cantantes que influyeron enormemente en Héctor fueron Cheo Feliciano, Ismael Rivera e Ismael Quintana.
A la edad de catorce años, se convirtió en el cantante de un grupo de Puerto Rico con el que recibía dieciocho dólares por noche, lo que en esos años, era un buen sueldo para una persona de su edad. Durante su adolescencia, Héctor frecuentó diversos clubes musicales donde cantó acompañado de sus amigos de la infancia José Febles y Roberto García.

### Viaje a Nueva York e inicios en la música (1963-1966)
Héctor tenía el sueño de cantar en Nueva York con el fin de hacer fama y fortuna. Su padre estaba totalmente en contra de la idea ya que el hermano mayor de Héctor, que había migrado a esa ciudad, había muerto en un accidente. A pesar de la negativa de su padre, Héctor partió a Nueva York a la que arribó el 3 de mayo de 1963 a la edad de 16 años, donde fue a vivir con su hermana mayor Priscilla. Su primera impresión de la ciudad, la cual consideraba que debía ser un lugar espléndido en la Tierra, fue decepcionante, al ver descuidados y llenos de basura los edificios y las calles de los barrios latinos.

A los catorce años, sentía que no estaba haciendo algo con mi vida. Dejé la escuela pues siempre estaba metido en líos y a los dieciséis años decidí venir a Nueva York a hacerme de mucho dinero.
Héctor Lavoe, sobre su decisión de ir a Nueva York.

Lo primero que hizo Héctor al llegar a Nueva York fue buscar trabajo. Consiguió empleos como pintor, limpiavidrios, maletero, mensajero, mesero y conserje, por mencionar algunos, hasta que un día se reencontró con su amigo de la infancia, Roberto García, quien lo empezó a llevar a los salones de baile y clubes de música latina del Barrio Latino, el Bronx y el Bajo Manhattan. Después de un tiempo, García invitó a Héctor al ensayo de un sexteto musical que se estaba formando. El vocalista cantaba el bolero «Tus ojos» y no estaba haciendo un buen trabajo, así que como gesto de buena voluntad, Héctor le sugirió que lo intentara de otro modo, e hizo una interpretación a su estilo. Como resultado de ese acto desinteresado, el grupo le ofreció el puesto de vocalista, que posteriormente aceptó.

## Trayectoria musical
En noviembre de 1964, Héctor asistió a un club en la avenida Prospect, del barrio de Brooklyn, donde conoció al pianista Rusell Cohen, director de la orquesta New Yorker Band. Allí, Héctor le cantó unas líneas del bolero «Plazos traicioneros» con el fin de pertenecer a su orquesta, siendo aceptado como uno de los cantantes y coristas de este grupo musical. Al año siguiente (1965). Así grabó su primer sencillo al lado de la New Yorker Band en 45 RPM llamado «Mi china me botó», de la producción Está de bala para el sello SMC. El autor de este tema es Arsenio Rodríguez con los arreglos de Alfredito Valdés Jr. Héctor permaneció con este grupo por un tiempo más haciendo coros y tocando las maracas, mientras que la voz líder era Rafael «Chivirico» Dávila.
Para 1966, al mismo tiempo que era integrante de la New Yorker Band, formó parte de diferentes bandas como la Orquesta Nueva York, Alegre All Stars y Francisco «Kako» Bastar y su orquesta. En esta última conoció a su padrino artístico, Johnny Pacheco, quien le ofreció grabar con un joven músico llamado Willie Colón.

### Etapa con Willie Colón y su orquesta (1967-1974)
Desde sus inicios en la música, Héctor Lavoe grabó un total de once discos junto con Willie Colón, incluyendo los dos últimos álbumes, The Good, The Bad, And The Ugly (1975) y Vigilante (1983).
En 1967, Willie tenía lista la mitad de su primer álbum para el sello Alegre Records y Futura Records, pero estas disqueras quebraron y el material fue confiscado, aunque luego el ingeniero de sonido Irv Greenbaum los obtuvo y se los llevó a Jerry Masucci, fundador del emblemático sello discográfico Fania. Posteriormente el sello Fania Records le ofrece a Willie Colón grabar para este sello con la condición de cambiar al cantante Tony Vásquez; fue entonces cuando  Johnny Pacheco propuso a Héctor Lavoe como nuevo vocalista de la orquesta de Colón, Pacheco ya estaba al tanto de su voz, su enunciación impecable y sus habilidades estilísticas. Para aquel entonces Colón era considerado un joven músico con propuestas interesantes pero con un sonido que no estaba a la altura de éstas.
En una de las presentaciones que daba la orquesta de Willie en los locales latinos de Nueva York, coincidió con The New Yorkers, la orquesta donde cantaba Héctor Lavoe. Pacheco y Colón fueron a ofrecerle a Lavoe que terminara de grabar aquel álbum, pero  en un principio les dio una respuesta negativa, aunque luego aceptó concluir el LP. 
Muchos años después, Willie Colón comentaría en una entrevista cómo conoció a Héctor Lavoe.

Cuando me ofrecieron grabar para el sello Fania, no lo creí. Cuando conocí a Johnny Pacheco, lo primero que me dijo fue: Hay que buscarte un cantante... Yo en ese momento tocaba en el Club de la Legión Americana, en la 162 y Prospect Avenue, y en el piso de arriba, el Ponce Social Club, tocaba otra orquesta: The New Yorkers. Ellos tenían un cantante jovencito, jincho, feo y flaco. Se llamaba Héctor Juan Pérez Martínez. Fui con Pacheco a ofrecerle que grabara con nosotros ese primer disco. Para mí era duro, porque mi cantante llevaba años conmigo. Lo peor fue que Héctor me contestó bien guapetón: «Yo no quiero grabar contigo, man... Ustedes están bien, bien flojos». ¿Por qué se negó? Con el tiempo me dijo, despechado, que fue porque en aquel momento no le había ofrecido entrar en la orquesta, sólo grabar. Héctor y yo entendimos que nuestra unión era algo necesario y natural.
Willie Colón cuenta cómo conoció a Héctor Lavoe.

En el verano de 1967, salió al mercado su primer trabajo discográfico, llamado El Malo, en donde Héctor, quien ya era conocido como la Voz (LaVoe), aparece como vocalista líder cantando los temas «Borinquen», «El Malo», «Chonqui» y «Quimbombo». Las otras canciones de este álbum fueron interpretadas por Yayo El Indio y Elliot Romero, quienes ya habían grabado algunos temas antes de que Willie Colón firmara con Fania Records.
Lavoe mencionó haber ingresado a la orquesta de Willie en condición de invitado, sin algún tipo de contrato:

Desde esa vez para adelante (después de haber grabado El Malo), no le dije a Willie que iba a tocar con él; nunca hablamos de negocios, nunca se dijo nada [...] Esos temas los hice bien, según ellos [...] Yo tenía diecisiete años y Willie tenía quince, era un nene... Desde que hice el LP, nunca hablamos de trabajar con el grupo, pero metí mano. Él me dijo: «Estamos tocando estas semanas en el Red Garter, en el Corso y en otros lugares», y me invitaron a todos los sitios a los que iban a tocar. Trabajé porque sucedió y pasó, eso fue estar en el sitio y al momento en que se necesitaba.
Héctor Lavoe, sobre sus inicios en la música con Willie Colón.

Al año siguiente, en 1968, se publica The Hustler el segundo álbum de Lavoe al lado de Colón. Para aquel entonces, Héctor no cantaba en inglés por lo que se convirtió en el vínculo de la orquesta de Colón con lo caribeño; el trombonista decidió aprovechar el potencial que brindaba el cantante para decantarse definitivamente hacia la música latina afroantillana. En este LP destacaron los temas «Qué lío», «Se acaba este mundo» y «Eso se baila Así». Durante ese año (1968), Lavoe inició una relación sentimental con Carmen Castro, quien quedó embarazada, pero se negó a casarse con él porque lo consideraba un mujeriego. El primer hijo de Lavoe, José Alberto Pérez, nació el 30 de octubre de 1968. En el bautizo de José, Héctor recibió una llamada telefónica informándole de que Nilda «Puchi» Román (con quien también tenía una relación) estaba embarazada. El segundo hijo de Lavoe, Héctor Jr. nació el 25 de septiembre de 1969. Después de esto, la pareja se casó, y como resultado de una petición de su esposa, Héctor se mantuvo alejado de su primer hijo y la madre de éste. Para ese tiempo, el sello Fania decide crear una orquesta con los artistas más conocidos e importantes que albergaban, a menudo, reforzados por estrellas invitadas procedentes de otros sellos de música latina y de otros estilos. Esta orquesta recibió el nombre de Fania All Stars. 
Lavoe también se refirió a su primera presentación con la Fania All Stars:

...Con las estrellas de Fania fue igual, tampoco hablaron conmigo... al mismo tiempo que estaba con Willie, ellos me invitaron a una grabación donde estarían todas las estrellas de Fania, en este negocio es que hay muchas estrellas y poco cielo.
Héctor Lavoe, sobre sus inicios con Fania All Stars.

El primer concierto de Lavoe con la Fania All Stars se dio en el Red Garter Club en Greenwich Village, del cual se editaron dos volúmenes: Live at the Red Garter, Vol. 1 en 1968 y Live at the Red Garter, Vol. 2 en 1969. Este concierto contó con temas más instrumentales y la mayoría de las canciones fueron en inglés. Una de las pocas canciones cantadas en español fue «Noche», con las voces de Pete «el Conde» Rodríguez, Ismael Miranda, Adalberto Santiago y Héctor Lavoe.
En 1969 se lanza el álbum Guisando (Doing A Job), el primer disco en donde Lavoe comparte créditos con Colón y aparece en la portada. Ésta sería la primera vez que el binomio Colón-Lavoe mostraría sonidos más cercanos a la guaracha, el son, la guajira y el guaguancó con fusiones atrevidas e ingeniosas proponiendo un estilo agresivo e irreverente de hacer música. De este álbum destacan los temas «Guisando», «No me den candela» y «Te están buscando».
Para fines de 1969, se publicó el álbum Cosa nuestra (Our Thing) en donde se nota la consolidación de la dupla salsera en una de las mejores bandas de la escena latina de Nueva York, el disco al igual que los anteriores cosecharía éxito entre el público latino y gran parte del mundo salsero. Canciones como «Che che colé», «Juana Peña», «Te conozco» y el bolero «Ausencia» son solo algunos de los temas presentes en este álbum que se convirtieron en éxito inmediato. Su música comenzaba a pasar fronteras y ya se oía con fuerza en países como Panamá, Perú, Venezuela, Colombia, algunos países del Caribe, Europa y América Latina.
La carrera artística de Héctor Lavoe continuó con la publicación de su quinto trabajo junto con Willie Colón, La Gran Fuga (The Big Break), de donde se desprendieron temas como «Ghana' E», «Sigue feliz», «Barrunto» y «Panameña», siendo esta última, un pequeño homenaje de la dupla salsera a Panamá, país que siempre los recibía con mucho cariño. Este álbum fue lanzado al mercado en octubre de 1970.
Su éxito era tal que constantemente eran contratados en varios países de Latinoamérica para presentarse ante públicos multitudinarios. Asalto Navideño sería el siguiente álbum de Lavoe y Colón, grabado en la primera semana de diciembre de 1970 con el objetivo de ser lanzado y promovido durante la Navidad de ese año. La fusión musical que logró Willie al experimentar con los sonidos típicos de Puerto Rico, en especial con el aguinaldo, la bomba y la plena, junto con el cuatro de Yomo Toro y la interpretación de Lavoe, hizo que el álbum se convirtiera sin lugar a dudas, en el mejor disco navideño grabado por orquesta alguna de música latina-caribeña hasta la fecha. Los temas que destacaron de este álbum son «La murga», «Traigo la salsa» y «Canto a Borinquen», canción dedicada al país natal de Lavoe: Puerto Rico. Desde el momento que salió a la venta, este se convirtió en uno de los álbumes más importantes de la dupla.
El éxito de estos álbumes, transformó significativamente las vidas de Colón y de Lavoe. La banda de Colón ofreció un crudo y agresivo sonido de trombones que fue bien recibido por los fanáticos de la salsa y Lavoe complementó el estilo, con su voz articulada, talento para la improvisación y sentido del humor. Héctor recibió un reconocimiento inmediato, trabajo estable, y el dinero suficiente para proporcionarse un cómodo estilo de vida. Según el propio Lavoe, todo ocurrió con tal velocidad que no sabía cómo lidiar con el éxito repentino. El año 1971 se caracterizó por una serie de presentaciones en donde la voz y carisma de Lavoe atraían público al igual que los trombones de Colón, que se volvieron uno de los instrumentos más típicos de la salsa, algo que funcionó muy bien para este binomio salsero. Sin embargo, Lavoe comenzó a consumir drogas, a llegar tarde a los conciertos y a llevar una vida de excesos que comenzó a hacer mella en su indiscutible talento por lo que tuvo que someterse a varias rehabilitaciones. En agosto de ese año (1971), la Fania All-Stars, reestructurada y con artistas de su propio sello, se presentó en el neoyorquino Club Nocturno Cheetah ubicado en la esquina sudoeste de la calle 52 y la avenida 8. Este club que Ralph Mercado ayudaba a administrar en los años 1960 había presentado a artistas de rock y R&B como Jimmy Hendrix, James Brown y Aretha Franklin. En esta presentación, con todos los cantantes de Fania, Lavoe interpretó los temas «Quítate tú», «Estrellas de Fania» y «Qué barbaridad», este último al lado de Ismael Miranda. El concierto dio origen a dos álbumes: Live at the Cheetah, Vol. 1 y Live at the Cheetah, Vol. 2, ambos publicados el año siguiente, 1972.
Ya en 1972 y luego de seis producciones para el sello Fania, Lavoe, junto con Colón, lanzó al mercado El juicio, de donde se desprenden los éxitos inmediatos «Ah-Ah/O-No», «Piraña», «Soñando despierto» y el bolero «Seguiré sin ti».
Para 1973, se publicó Asalto navideño, vol. 2, álbum que si bien no tuvo la misma acogida del primer volumen pudo vender muchos ejemplares, acá volvió a participar Yomo Toro en el cuatro. Algunos temas destacados son «La banda», «Pescao (Potpurrí Sambao)», «Arbolito» y «Pa´ los pueblos».
En ese mismo año, se lanzó al mercado Lo mato, que fue el trabajo culminante de Colón y Lavoe, aun cuando ambos se encontraban en la plenitud de sus facultades creativas. Temas como «El día de mi suerte», «Todo tiene su final» y «Calle Luna, Calle Sol» se convirtieron con el tiempo en clásicos musicales de la salsa. Una vez más, Héctor demostraba su voz llena de alma y poesía, demostrando su impecable fraseo y contagioso sentido del humor. Este álbum cuenta la historia de dos jóvenes artistas que estaban más que preparados para conquistar el mundo musical.
Para el 24 de agosto de ese año, Lavoe se presenta como integrante de las estrellas de Fania en el Yankee Stadium de Nueva York como parte del concierto «Live At Yankee Stadium». En este show, Lavoe no cantó tema alguno, solo hizo coros; el concierto se suspendió luego de que el público volcó las vallas de seguridad. La Fania All Stars se presentó esa noche con Nicky Marrero, Ray Barreto, Mongo Santamaría, Larry Harlow, Roberto Roena, Richie Ray y Bobby Valentín, los cantantes Cheo Feliciano, Bobby Cruz, Justo Betancourt, Héctor Lavoe, Ismael Miranda, Ismael Quintana, Santitos Colón y Pete «el Conde» Rodríguez, Yomo Toro en el cuatro, los trompetistas Roberto Rodríguez, Ray Maldonado y Víctor Paz y los trombonistas Barry Rogers, Willie Colón y Lewis Kahn.
El 17 de noviembre de ese año, la Fania All Stars se presentó en el concierto de inauguración del Coliseo Roberto Clemente en San Juan, Puerto Rico. Al lugar asistieron aproximadamente once mil personas, a pesar de que el coliseo solo tenía capacidad para diez mil y dos mil personas quedaron fuera del recinto. El espectáculo contó por primera vez con las actuaciones en solitario de los artistas vocales de la Fania. Ésta fue la primera vez que Héctor Lavoe cantó su primer éxito en solitario, «Mi gente», tema escrito por Johnny Pacheco que con el tiempo se convirtió en uno de los temas emblema de Lavoe; aquí también cantó al lado de Cheo Feliciano el tema «Congo Bongó». Estos conciertos con las estrellas de Fania dieron origen a los álbumes Latin-Soul-Rock, Live At Yankee Stadium Vol. I, Live At Yankee Stadium Vol. II y San Juan 73, que no se publicaron sino hasta 1974, 1975, 1976 y 2009 respectivamente.
Para 1974, Willie Colón quería incursionar en el canto y a la vez hacer un alto a los problemas de drogas que sufría Lavoe que ocasionaban tardanza en sus presentaciones (en ocasiones no se presentaba). En ese año, Willie comenzó a grabar su primer disco como cantante solista en Nueva York, mientras que la Fania All Stars, con Héctor entre sus filas, se encontraba en África para brindar un concierto en septiembre, cuando el representante de las estrellas del boxeo, Don King, planeó organizar una pelea entre Muhammad Alí y George Foreman, en Zaire (hoy conocida como la República Democrática del Congo). Para este evento llamado Zaire 74 se organizó un festival musical con un mes de anticipación, en donde participaron grandes artistas como James Brown, Bill Withers, BB King, y Las Hilanderas, además de la Fania que fue la primera orquesta tropical en pisar suelo africano. Aquí Lavoe cantó los temas «Mi gente» y «Guantanamera» al lado de Ismael Quintana, Ismael Miranda, Santos Colón y Johnny Pacheco.
El álbum que preparaba Willie se llamó The Good, The Bad, And The Ugly, aquí Lavoe participa interpretando los temas «Potpourrí III» y «Qué bien te ves». La segunda mitad del disco sería originalmente parte de un tercer Asalto navideño que nunca se llegó a grabar. El instrumental «Doña Toña», «Guaracha» junto con las canciones cantadas por Lavoe marcarían el cierre formal del binomio Colón-Lavoe.
En un principio Lavoe se sintió traicionado y no comprendió las razones de la separación, más aún cuando estaban en el cenit de sus carreras. Lavoe dependía mucho de Colón y la retirada de su amigo le causó inseguridades y una sensación de abandono. Sin embargo, años más tarde, se dio cuenta de que separar sus carreras había resultado un acierto y el sello Fania se benefició de los resultados posteriores ya que sus futuras producciones resultaron muy exitosas. A pesar de esta separación, Lavoe siguió contando con la colaboración de Willie Colón en la producción de varios de sus álbumes como solista.
En una entrevista, Héctor habló sobre la separación del dúo Colón-Lavoe:

Creo que él estaba tratando de encontrar una forma de decírmelo. Esperé por Willie más de dos meses antes de grabar La Voz, mi primer álbum en solitario. Willie no tocó en mis grabaciones después de eso, pero él continuó conmigo como productor. Después del éxito del álbum La Voz, Willie me dijo que yo estaba listo para liderar mi propia orquesta, así es que seguí adelante y lo hice. Al principio yo estaba dolido, pero pronto me di cuenta de que la separación tenía su propósito; ¡era una prueba! Tenía que probar que podría seguir solo. En caso de que, un día, uno de nosotros no estuviese. Gracias a Dios, ambos salimos bien. En realidad, la separación me ayudó a ganar confianza en mí mismo.
Héctor Lavoe en una entrevista para la revista Latin NY en 1980.

### Etapa como solista y consagración musical (1975-1987)
Luego de separarse musicalmente de Willie Colón, Lavoe inició su carrera como cantante solista aunque siguió recibiendo el apoyo de Colón quien comenzó a producir algunos de sus álbumes, a lo largo de su carrera. También recibió el apoyo de su casa discográfica, el sello Fania, quien decidió lanzar a sus cantantes más exitosos como solistas.
La orquesta que acompañó a Héctor Lavoe en su etapa como solista estuvo conformada por casi los mismos integrantes que tocaron a su lado en años anteriores, en su etapa junto con Willie Colón. A esta orquesta, que solo contaba con dos trombones (Ray Maldonado y Héctor Zarzuela) en la sección de vientos, se le agregaron dos trompetas (Tom Malon y José Rodríguez). El pianista era Mark Dimond, mientras que en el bajo estaba Eddie «Guagua» Rivera. En los bongos, congas y timbales estuvieron José Mangual Jr., Milton Cardona y Nicky Marrero respectivamente. Ellos participaron en el álbum debut de Héctor Lavoe.
Lavoe mencionó en una entrevista que nunca pensó tener su propia orquesta:

...Yo nunca pensé tener mi orquesta, aunque cuando estaba con la (orquesta) de Willie Colón, el que buscaba a todos los músicos era yo... yo busqué al profesor Joe Torres, a Milton Cardona, busqué al bajista Frankie González y también al timbalero... el grupo era de él porque Willie se paraba con ellos, eso no se le puede quitar a Willie Colón... nosotros nos parábamos con cualquier grupo porque ahí no había el interés éste que hay ahora en donde todos quieren conseguir billetes... Para esto tienes que tener amor y querer prosperar...
Héctor Lavoe en una entrevista.

A lo largo de su carrera como solista, la orquesta de Lavoe estuvo conformada por reconocidos músicos tales como Ray Maldonado, Reynaldo Jorge, Ray Vega, Leopoldo Pineda, Orlando Peña, Chris Anderson, Lewis Khan, José Febles, Luis «Perico» Ortiz, Víctor Pérez, Pablo «el Chino» Nuñez, José Mangual Jr., Milton Cardona, Johnny Almendra, Eddie Montalvo, el «Profesor» Joe Torres, Gilberto «el Pulpo» Colón Jr., Salvador Cuevas, Johnny Torres y muchos más.
Héctor Lavoe comenzó a presentarse como solista en algunas presentaciones desde finales de 1974 y es en 1975 cuando publicó su primer álbum en solitario llamado La Voz, de acá destacaron los temas «Rompe Saragüey», «Emborrachame de amor», «Un amor de la calle», «Paraíso de dulzura», «El Todopoderoso», el bolero «Tus ojos» y «Mi gente», que fue un tema insignia en los conciertos que realizó Lavoe cuando se presentaba como solista o con la Fania All Stars. El álbum, que fue producido por Willie Colón, se convirtió rápidamente en un éxito y sus ventas alcanzaron el disco de oro en muy poco tiempo.
En mayo del siguiente año, Héctor ganó el premio de la revista Latin NY como mejor vocalista masculino, mientras que su orquesta obtuvo el premio a mejor conjunto.
Para 1976, grabó con la Fania All Stars los temas «Cuando, cuando, cuando» y «Vuela la paloma», este último junto con Santos Colón, Ismael Quintana, Ismael Miranda, Justo Betancourt, Bobby Cruz, Pete «el Conde» Rodríguez y Cheo Feliciano para el álbum Tribute to Tito Rodriguez. En ese año y luego del éxito alcanzado en su álbum debut, el sello Fania lanzó al mercado el segundo álbum de Lavoe llamado De ti depende (It's Up to You), otra vez bajo la producción de Willie Colón. En este álbum, Lavoe vuelve a apostar por los boleros como parte importante del repertorio, al punto que el álbum toma el nombre de uno de ellos, «De ti depende», además interpreta los temas «Consejo de oro» y «Tanto como ayer». Los temas que sobresalieron fueron «Vamos a reír un poco», composición del cantante venezolano Perucho Torcat, en donde Lavoe muestra su destreza como sonero de primera categoría. En «Hacha y machete», Lavoe canta «Lo nuestro no fue un golpe de suerte, somos hacha y machete, y esta es la verdad» haciendo referencia a la relación musical que tuvo con Willie Colón en años anteriores. Por último, «Periódico de ayer» se convirtió en un afamado clásico que se ha mantenido vigente hasta el presente. El tema escrito por Tite Curet Alonso se convirtió en un éxito radial y fue uno de los más solicitados en los conciertos que ofreció Lavoe durante toda su carrera.
Para esa época, las presentaciones en vivo de Lavoe no obtenían los resultados esperados, no sólo por sus problemas con el consumo de drogas que le impedían cumplir con responsabilidad las fechas y horas previstas, sino porque los números bailables, que por lo general eran canciones que sobrepasaban los seis minutos, tenían un carácter extenuante. Todo esto causó el desgaste y la sobreexposición del artista. Para 1977, Lavoe sufrió un fuerte ataque de depresión que lo alejó de los escenarios y lo obligó a acortar una gira y someterse a un tratamiento por su adicción a estupefacientes. Luego de superar ese momento, volvió para presentarse en Colombia, Panamá, Estados Unidos, México y otros países.
En 1978, Lavoe regresó a las emisoras radiales con su nuevo álbum titulado Comedia. El productor fue nuevamente Willie Colón y éste buscó algo especial para Lavoe por lo que se contactó con Rubén Blades quien se encontraba trabajando en una composición para sí mismo pero ante el pedido de Colón quien notó que la letra estaba más hecha para lo que hasta ese entonces era la vida y trayectoria de Lavoe, aceptó cederla. «El cantante» se convirtió en el tema emblema de Lavoe y fue una de las canciones que cantó hasta sus últimas presentaciones. En este álbum también tuvieron gran repercusión los temas «Bandolera», una equilibrada mezcla entre la experiencia vocal de Lavoe y un arreglo orquestal con el solo de piano de Gilberto Colón Jr. que personifica la vieja escuela de la salsa. A pesar de que Lavoe decía no ser tomado de ejemplo en nada, este en varias ocasiones se vio atravesado por una característica destacada de la salsa: el machismo, que además, predominaba en el siglo XX, esto se vio reflejado en la letra del sencillo, dónde habla de que las mujeres nacieron con la función peyorativa del engaño o la manipulación y la agresión física que él da describiendo como "pelá" por su malestar emocional. También incluyó en el disco a «Sóngoro cosongo», un son montuno que pinta una danza tribal en la barriada, con letra de un poema del cubano Nicolás Guillén. Lavoe continúa introduciendo boleros como «¿Por qué te conocí?» y «Comedia», además de «La verdad» y «Tiempos pasados». En ese mismo año, se presenta junto con la Fania All Stars en el Madison Square Garden, interpretando la canción «Saca tu mujer», con Ismael Quintana, Santos Colón, Ismael Miranda, Cheo Feliciano, Celia Cruz y Justo Betancourt.
En 1979, Lavoe participa como artista invitado en el álbum realizado por Tito Puente, Homenaje a Beny Moré vol. 2, interpretando el tema «Dónde estabas tú». Lavoe se presentó al lado del Rey del Timbal a lo largo de ese año, con el fin de promocionar dicho álbum. En ese mismo año, la Fania All Stars publicó Habana Jam, concierto grabado el 3 de marzo de 1979 en el Teatro Karl Marx en La Habana, Cuba. En este concierto, Héctor cantó al lado de Wilfrido Vargas el medley «Mi gente/Barbarazo». 
Siguiendo con su carrera como solista, en ese mismo año lanzó su cuarto álbum de estudio: Recordando a Felipe Pirela, compuesto por canciones que hicieron famoso al cantante venezolano. En esa época el sello Fania comenzaba a sufrir los embates de la crisis de la salsa y en lugar de otorgarle a Lavoe temas inéditos, se deslizaron por un camino seguro, haciendo versiones de boleros ya populares. Entre los temas escogidos pueden mencionarse «Vieja carta», «El retrato de mamá». «Pobre del pobre» y «Sombras nada más».
Para finales de ese año, se edita y se vende el tercer disco navideño y quinto álbum de estudio como solista de Lavoe, Feliz Navidad, que contó con la participación de Daniel Santos y Yomo Toro. Este álbum se grabó con el fin de ser vendido en esas fechas, de acá se escuchan temas como «Joven contra viejo» (grabada con Daniel Santos), «Una pena en Navidad», «Dame un chance» y otros más.
Ya en 1980, se publicó El Sabio. Este álbum contó con siete temas, aunque para este disco solo se grabaron cinco canciones: «El sabio», «Plazos traicioneros», «Aléjate», «Lloré» y «Ceora». Los otros dos temas, «Para Ochum» y «Noche de farra», son provenientes de las grabaciones del álbum De ti depende, de 1976, y no salieron en ese álbum debido a que al propio Lavoe no le gustó cómo salió su voz. Finalmente, «Para Ochum» y «Noche de farra» se incluyeron en El Sabio, ya que Jerry Masucci (presidente del sello Fania) se encontraba ansioso en sacar un disco de Lavoe, debido a las ganancias que generaba en ese tiempo su música.
Entre 1980 y 1981, Lavoe interpreta los temas «Ublabadu» y «Semilla de amor» para los álbumes de la Fania All Stars, Commitment y Latin Connection. Es en esos años cuando la Fania, con Lavoe en sus filas, inicia una gira internacional prevista para las ciudades de Nueva York, Chicago, Panamá, Barranquilla, Bogotá, Cali, Caracas, Guayaquil, París, Barcelona y otras ciudades de Europa, con el fin de promocionar dichos álbumes.
En 1981, Héctor Lavoe publica su primera y única producción durante su carrera musical, Qué sentimiento!. El repertorio escogido, los arreglos y hasta la carátula del álbum marcan el regreso del cantante a los niveles artísticos de sus tres primeros trabajos como solista. Los temas: «Soy vagabundo», «No hay quien te aguante» y «Amor soñado» parecieron haberse hecho a la medida del artista. La Asociación de Cronistas del Espectáculo (ACE) de Nueva York le entrega a Lavoe un reconocimiento a la excelencia por este disco. Otro tema que se grabó en esa sesión es «Tú bien lo sabes» y se publicó para el año 2001 en el álbum homónimo recopilatorio. En la dedicatoria del álbum, Lavoe menciona: 

Deseo tomar esta oportunidad para darles las más expresivas gracias a todos los músicos que participaron en esta grabación y también al Sr. Jerry Masucci, Víctor Gallo, Fabián Ross, José Febles, Terry Borges y especialmente a Louie Ramírez.

P. D.: Compre este álbum, que es mi primera producción, si no le gusta se lo puede regalar a su suegra o al súper del building o a alguien que le caiga mal. Si le gusta, quédese con él.
Gracias,
Héctor Lavoe
El Cantante de la Gente
Dedicatoria de Héctor Lavoe en la contraportada del álbum Que Sentimiento!.

En 1982, Héctor Lavoe brindó una serie de conciertos aunque su carrera atravesaba por un momento incierto debido a su comportamiento errático y su drogadicción. Ante esto, los directivos del sello Fania, deciden reunirlo nuevamente con su compadre y amigo, Willie Colón con el fin de grabar la banda sonora de la película Vigilante y de paso relanzar la carrera musical de Lavoe. El álbum arranca con «Triste y vacía», con Héctor cantando en plenitud de forma, la siguiente canción fue «Vigilante», con la voz en solitario de Willie Colón. «Juanito Alimaña», de Tite Curet Alonso, fue el sencillo a promocionar, que rápidamente escaló los primeros lugares en la radiodifusión, con Lavoe añadiendo leña al fuego en sus soneos, en especial cuando narra el funeral de Pedro Navaja, y por último «Pasé la noche fumando», en donde Héctor Lavoe canta a dúo con Willie Colón. El invitado estrella en este último tema fue Yomo Toro, quien pasaba por uno de sus mejores momentos como solista, demostrándolo con un impresionante solo de cuatro. Las canciones no salieron a la venta ese año debido a la ambiciosa propuesta de Jerry Masucci de lanzar primero la película The Last Fight, protagonizada por Rubén Blades y Willie Colón, que prácticamente le costaría el imperio salsero creado en los años setenta. La publicación del álbum Vigilante finalmente se dio en 1983 y logró el objetivo de poner de vuelta a Héctor Lavoe en las emisoras radiales, aunque la película no corrió con la misma suerte.
Para esos años, Lavoe se convirtió en uno de los artistas exclusivos del sello Fania, dado lo que generaba su simple aparición. En 1984, Johnny Pacheco escribe el tema «El rey de la puntualidad» para un Héctor que acostumbraba a llegar tarde a las presentaciones. Esta canción aparece en el álbum Lo que pide la gente junto con otros temas como «Por eso yo canto salsa» y «Usando el loco», que fueron cantadas por todos los cantantes de la Fania All Stars.
En 1985 se publicó Reventó, que estuvo bajo la producción de Jerry Masucci y Nilda «Puchi» Román (esposa de Lavoe). Este álbum, grabado en medio de la debacle de Fania Records, contó con los temas «Déjala que siga», «De qué tamaño es tu amor» y «La vida es bonita». Para este disco se volvió al sonido de los trombones, y como invitado especial en el piano se contó con Richie Ray, solo para el tema «Cáncer». Lavoe canta el tema «La fama», escrito por él mismo, también interpreta el bolero «Don Fulano de Tal» y el merengue «Por qué no puedo ser feliz». Reventó llegó a ser disco de oro, pero no vendió tanto como esperaba Jerry Masucci debido a que Lavoe llevaba cuatro años sin grabar con su orquesta; este álbum entró en la categoría Tropical/Salsa y Top Latin Albums del ranking Billboard de 1985. Se mantuvo en las listas de éxitos musicales de esa revista hasta noviembre de ese año.
En ese mismo año, Lavoe interpreta el tema «Tumba tumbador», al lado de Tito Puente, como parte del álbum Homenaje a Beny Moré vol. 3.
Para 1986, Lavoe participa en el álbum Viva la charanga, de la Fania All Stars, cantando los temas «Me voy pa' Morón», «Isla del encanto» y «Guajira con tumbao» al lado de Ismael Miranda, Pete «el Conde» Rodríguez y Cali Alemán. En ese mismo año, exactamente el sábado 30 de agosto, la Fania All Stars celebró su 20.º aniversario en el Coliseo Roberto Clemente (San Juan, Puerto Rico) por lo que reunieron, después de mucho tiempo, al dúo Colón-Lavoe (la última vez que habían tocado los dos junto con las estrellas de Fania fue en el mismo escenario y en el año 1973). Acá interpretaron el tema «Mi gente» y terminaron con una corta versión de «La murga»; en este concierto también participó su amigo Yomo Toro. La Fania All Stars siguió brindando presentaciones con motivo de su vigésimo aniversario en diferentes lugares. En la mayoría de los conciertos ofrecidos, participó Lavoe. En ese año se presentó en diversos clubes de Nueva York, Filadelfia, Boston, Nueva Jersey y siguió brindando conciertos en Perú, Panamá, Venezuela, Colombia, Puerto Rico y otros países más.
En marzo de 1986, luego del éxito y la acogida recibida de los conciertos realizados en los carnavales de Panamá; Willie Colón y Lavoe se reúnen para la producción de dos discos que significarían presentaciones para los años 1990. La orquesta se encargó de tocar dieciséis temas, de los cuales ocho fueron seleccionados por Héctor, Willie y el presidente de la Fania, Jerry Masucci para aparecer en el álbum Strikes Back. Los temas restantes se destinaron al disco The Master & The Protege, del año 1993.
Para inicios de 1987, los problemas de Lavoe comenzaron a agravarse cuando su apartamento en Queens se incendió a causa de que dejó una colilla encendida, para huir del fuego tuvo que saltar por la ventana de su habitación; la caída le causó múltiples fracturas así como serios problemas de salud. Esto hizo que la Fania se viera algo afectada ya que Lavoe era uno de sus artistas principales, aunque hicieron conciertos con el fin de ayudarlo.
En estas circunstancias recibió la noticia del asesinato de su suegra, Gina de Román; persona a la cual Héctor trataba como una madre. Actualmente, se sabe que el crimen lo cometió un asesino en serie, sin embargo, nunca se le condenó debido a un error policial. Tras la tragedia Héctor no volvió a interpretar la canción «Soñando despierto», donde Lavoe se burlaba sanamente de ella. Estos acontecimientos hicieron que una crisis nerviosa se apoderase de Héctor, quien fue internado en una clínica de reposo. 
Meses después y aún estando enyesado, Lavoe salió de la clínica de reposo en donde se encontraba y se presentó en el festival del Día Nacional de la Salsa de la emisora Z93 realizado en Bayamón, Puerto Rico, donde fue homenajeado; además gestionaron todo lo necesario para que su padre lo viera, ya que nunca había tenido la oportunidad de ver a su hijo en un concierto. Una semana después de la presentación, el padre de Héctor murió.
El conjunto de sucesos fue generando un estado depresivo en el diario vivir de Lavoe, pero la tragedia que le terminaría de arruinar la existencia sería para el día 7 de mayo de 1987 al enterarse de que su hijo menor, Héctor Pérez Jr., había muerto a causa de un disparo accidental que le dio un amigo, mientras limpiaba su revólver. Todo esto ocasionó que Lavoe recayera fuertemente en el uso excesivo de las drogas, frustrando su intento de dejarlas para siempre; llegó incluso a escaparse de la clínica de reposo en donde estaba recibiendo ayuda.

Este año me ha sido un poco malo, yo no quiero recordarlo mucho porque yo vine a traerle alegría a la gente, pero este año murió la mamá de mi esposa, mi suegra; murió mi padre, murió mi sobrinita, murió mi hijo varón, se me quemó la casa y me tuve que tirar por una ventana; por eso es que tengo la pierna así malísima... pero Dios dijo Héctor, tienes que seguir adelante porque tú viniste acá para poner al pueblo a gozar... con Willie, vamos a ver lo que inventamos, una cosa chévere.
Héctor Lavoe, sobre los sucesos ocurridos en su vida en 1987.

Por ese tiempo, Héctor Lavoe estaba haciendo esfuerzos para dejar las drogas recibiendo ayuda de algunos amigos como Cheo Feliciano, Jerry Rivas, Frankie Ruiz, Ismael Miranda, Richie Ray, Tito Nieves y algunos más que intentaron ayudarlo. Incluso, Frankie Ruiz, quien era amigo íntimo de Lavoe, favoreció un acercamiento con Julio César Delgado, uno de los presidentes del sello al cual pertenecía (TH Rodven Records), quien le ofreció que pudiera grabar con esta casa discográfica e ingresar a la tendencia de la salsa erótica y sensual, con el fin de relanzar su carrera musical e incluso ayudarle personalmente, pero los problemas de Lavoe se volvieron tan fuertes que nunca llegó a responder tal propuesta, y se quedó en Fania Records.
Finalmente y en medio de sus problemas personales, a fines de 1987 salió al mercado Strikes Back, con canciones como «Loco», «Ponce», el bolero «Taxi», la plena «Como no voy a llorar», «En él fiando», «Escarcha», «Ella mintió» y el sencillo «Plato de segunda mesa». Con este último tema, Héctor regresó a las ondas radiales e incluso fue nominado a la 30.ª edición de los Premios Grammy en la categoría mejor interpretación latina tropical actualmente conocida como mejor álbum latino tropical tradicional. También llegó a estar entre los mejores 20 álbumes de la revista estadounidense Billboard en la categoría U.S. Billboard Tropical/Salsa, alcanzando la posición 11. Curiosamente, éste fue uno de los últimos álbumes destacados del sello Fania Records que a la vez supuso el comienzo del final de la disquera como empresa líder del sector.

### Deterioro de salud, declive y últimos años (1988-1993)
Para 1988, Lavoe siguió dando conciertos pese a los problemas personales que tenía, esto con el fin de promocionar su álbum Strikes Back, que estaba nominado a los premios Grammy, aunque meses después no lo pudo ganar. A comienzos de ese año, experimentó una tragedia más en su vida al enterarse de que padecía de sida, enfermedad adquirida en febrero de 1988 tras inyectarse con una aguja infectada,[cita requerida] un efecto más de su problema con drogas.
En ese año, Héctor se hace presente en el nuevo álbum de las estrellas de Fania titulado Bamboleo, en donde interpreta la que sería su última grabación de estudio: «Siento». Para esos años, la salsa estaba sufriendo un declive ante la aparición de nuevos géneros musicales; Y exponentes de la «vieja escuela» como Cheo Feliciano, Ismael Miranda o el mismo Héctor Lavoe ya no atraían a las masas como en su época gloriosa, cuando ofrecían conciertos rebosantes de gente y fanáticos. A pesar de esto, el llamado Cantante de los Cantantes mantuvo un público fiel que lo seguía a donde quiera que él fuera, nunca perdió el cariño de su gente.
En junio de 1988, Héctor daría un concierto que marcaría el reinicio de su carrera en Puerto Rico, en el Coliseo Rubén Rodríguez de Bayamón. Aquí compartiría el escenario con Ray Barretto, Luis «Perico» Ortiz, el Tumbao de Johnny Pacheco y Pete «el Conde» Rodríguez. Al momento de iniciar el espectáculo, los promotores (entre ellos Ralph Mercado) se dieron cuenta de que se habían vendido menos de trescientas entradas; esto debido a que su presentación coincidía con otras festividades que se ofrecían de manera gratuita. Además existieron problemas con el pago a los organizadores del evento. A pesar de todo, Héctor se ofreció a cantarle a aquella poca cantidad de gente gratuitamente, pero hubo conflictos entre los representantes, por lo que finalmente el promotor Ralph Mercado decidió dar por finalizado el concierto. Ante esto, Lavoe le ordenó a la orquesta que siguiera tocando, ya que él no quería decepcionar a la gente que había pagado por verlo. Esto solo ocasionó que los promotores del evento apagaran las luces y el sonido del escenario. Esto empeoró el ánimo de Lavoe ya que un día después de haber regresado del fallido concierto al Hotel Regency del Condado en San Juan, Puerto Rico, y tras una discusión con su esposa, intentó suicidarse lanzándose desde el noveno piso. Sufrió muchos daños en todo el cuerpo: la fractura de ambas piernas (la izquierda sufrió más daños), del brazo derecho y de algunas costillas, lo que obligó a quienes lo intervinieron a implantar placas de titanio en sus fracturas. En agosto de ese año, Johnny Pacheco y Bobby Valentín organizaron un evento en el estadio Hiram Bithorn de San Juan, Puerto Rico con el fin de recaudar fondos para su amigo Héctor Lavoe que se encontraba hospitalizado luego del intento de suicidio ocurrido un mes atrás. Para este evento participaron Tito Nieves, El Gran Combo, el locutor de radio, Pedro Arroyo y la Fania All Stars que contó con todos sus artistas principales: Celia Cruz, Cheo Feliciano, Rubén Blades, Ismael Miranda, Pete «el Conde» Rodríguez, Ismael Quintana, Adalberto Santiago y Santos Colón.
Al año siguiente (1989), Héctor logró hacer una serie de presentaciones llamados conciertos de regreso, pero del mismo modo era necesario que el cantante guardara mucho reposo, ya que aún no estaba del todo recuperado de sus graves lesiones. En aquel periodo de tiempo, Lavoe volvió a ser víctima de una despiadada explotación que lo obligaba a cantar más de lo que su cuerpo podía resistir, sumado al mal pago monetario y al constante suministro de drogas; Lavoe llegó a ser controlado sin oponer resistencia a las exigencias de alguna gente de su entorno, en primera instancia, David Lugo (conguero de la orquesta de Lavoe desde 1988 hasta 1992) quien logró controlarlo mediante el suministro de estupefacientes, junto con los inhumanos contratos de Ralph Mercado, que lograron quitar al artista la escasa vitalidad que recuperaba lentamente para continuar con su carrera.
Todo el abuso al que Lavoe estaba siendo sometido aceleró el  deterioro en su organismo, ya que para esa época, no solo padecía de sida y de cáncer de pulmón, sino que también tenía diabetes, lo que impedía que la herida de su pierna izquierda (que fue la más dañada) sanara con rapidez.
Ya para el 2 de septiembre de 1990, la Fania All Stars se presentó junto a otras agrupaciones como la Orquesta de la Luz celebrando la 15.ª edición del Festival de Salsa organizado por Ralph Mercado. En esta ocasión, el evento salsero no se desarrolló en el Madison Square Garden como estaba acostumbrado, sino en el Meadowlands Arena de Nueva Jersey. Para este evento, Lavoe es anunciado como uno de los integrantes de los All-Stars que sería homenajeado en vida y tocaría esa noche, lo cual no solo avivó la curiosidad del público, sino también una fuerte controversia tras bastidores. Willie Colón, que se suponía que iba a participar esa noche, se retiró del show en actitud de protesta, criticando duramente la decisión de incluir a Héctor en el show, sabiendo que éste no estaba en condiciones para subir al escenario esa noche, aunque el propio Lavoe lo había aceptado.
Héctor llegó al recinto deportivo al lado de su esposa, Puchi, y unos familiares. Lo primero que quiso hacer fue vestirse igual que sus compañeros cantantes, ante esto Puchi tuvo que pedir ayuda ya que Héctor no podía hacerlo por sí solo. Luego de haber cantado Cheo Feliciano, Ismael Quintana, Ismael Miranda y Celia Cruz dieron paso a quienes todos esperaban, Héctor Lavoe quien fue recibido entre abrazos por parte de sus compañeros y con una estruendosa ovación por parte del público asistente, ya que no lo veían desde hacía años. Sus compañeros pensaron que estaba en condiciones de cantar y ahí fue que Johnny Pacheco lanzó los acordes del clásico tema «Mi gente». Le entregaron el micrófono a Lavoe y durante cinco minutos trató de cantar, sin tener éxito alguno, balbuceaba cosas que no se entendían por lo cual el ingeniero de sonido bajó al mínimo el sonido del micrófono. Los otros cantantes de Fania que estaban sobre el escenario (con la excepción de Quintana, quien bajó de la tarima tras no resistir ver a su compañero y amigo de tal manera), comenzaron a cantar el tema, más con el ánimo de sostener a su compañero, que de continuar con algo que se había convertido en dramático. El evento terminó con una apresurada versión de «Ponte duro». Cuando se acabó el concierto, Pacheco tiró el micrófono al piso y se puso a llorar de espaldas al público y de frente a su orquesta. Cheo Feliciano también lloraba y trataba de disimularlo con una sonrisa. Ray Barretto se inclinó sobre sus congas mientras que Roberto Roena quedó paralizado junto a las suyas. Héctor Zarzuela dejó la trompeta a un lado y se cubrió la cara con un pañuelo. Puchi calmaba a Héctor tras del escenario por no haber podido cantar. Los medios catalogaron esta presentación como «La noche en que Lavoe cantó en silencio». Del suceso, Celia Cruz dijo: 

...Hice un show con él en Meadowlands, New Jersey, con la Fania, y por suerte salí del escenario antes que él, si no no podría haber cantado. Al verlo cómo estaba, la gente lloraba desconsoladamente. Fue una experiencia muy amarga.
Celia Cruz habla sobre el último concierto de Héctor Lavoe con la Fania.

Para 1991, Héctor tuvo un derrame cerebral que le quitó la movilidad de medio rostro y le arrebató definitivamente la capacidad de cantar e incluso de hablar de manera clara, por lo cual quedó impedido de hacer más presentaciones. Lavoe quedó abandonado en una profunda soledad y pobreza debido a que David Lugo había logrado que el mismo Lavoe le firmara un poder en donde le confería las ganancias de sus regalías discográficas, aprovechándose de su debilidad mental a causa del estado en que lo mantenían las drogas. La familia de Héctor Lavoe entabló con este motivo un pleito judicial que logró ganar, ya que la firma que Lavoe le dio a Lugo estaba mal hecha, por lo tanto fue tomada como fraude.[cita requerida]
Se cree que la última actuación pública de Lavoe fue en el club SOB's en Manhattan, Nueva York, en abril de 1992. En diciembre de ese año, Lavoe estuvo recibiendo asistencia médica en el Cardenal Cook Hospital, de Manhattan, Nueva York. Su estado de salud era de suma gravedad y los médicos esperaban su probable fallecimiento. Muy pocos amigos y compañeros músicos lo fueron a visitar en la última etapa de su vida.

## Fallecimiento

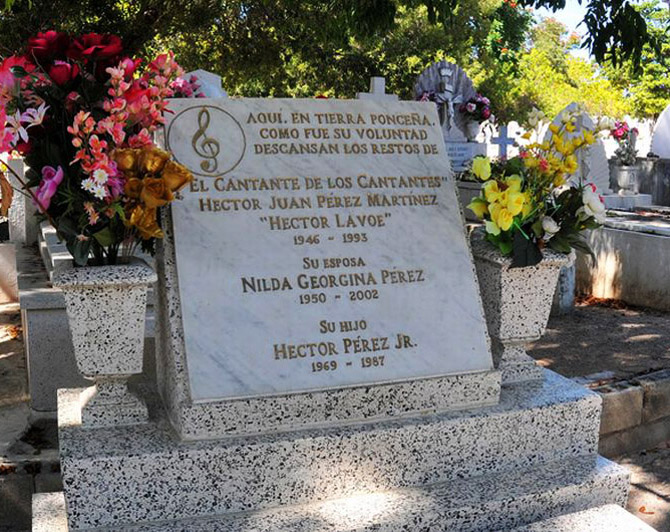
Tumba de Héctor Lavoe que integra junto a su mujer y su hijo.

Lavoe contrajo VIH a mediados de los años 80, al haberse contagiado con una aguja infectada mientras se inyectaba heroína, viéndose su salud deteriorada con el trascurso del tiempo. Pasó sus últimos meses en Nueva York, hasta que falleció a causa de un paro cardiorrespiratorio el 29 de junio de 1993, a la edad de 46 años en el Saint Clare's Hospital de Manhattan.
En Nueva York, durante dos días, miles de personas provenientes de las diásporas latinoamericanas, en particular puertorriqueños, rindieron homenaje a Lavoe ofreciendo sus condolencias en el Frank E. Campbell Funeral Home situado en la calle 81 y la avenida Madison en Manhattan. Una multitud de personas hicieron fila para ver el cuerpo de Lavoe, llegando a ocupar gran parte de Nueva York bloqueando hasta los alrededores de la Quinta avenida y la calle 82.
La misa de los difuntos se celebró en la Iglesia católica de Santa Cecilia de la calle 106 en Harlem del Este («El Barrio»), Manhattan. A medida que el ataúd de Lavoe era sacado de la iglesia para ser llevado al coche fúnebre, cientos de fanáticos comenzaron a gritar frases como «¡Que viva Héctor Lavoe!, ¡Tú eres eterno!, ¡Héctor Lavoe vive!», mientras que otros comenzaron a aplaudir y a cantar plena (música típica de Puerto Rico) o canciones de Lavoe. El viaje hasta el cementerio de Saint Raymond del Bronx duró alrededor de seis horas, donde fue enterrado al lado de su hijo Héctor Jr. Unos días después de su muerte, el sello Fania publicó el álbum póstumo The Master & the Protege, que contó con la voz de Lavoe solo en algunas canciones (debido a que su salud fallaba y le impedía asistir a las sesiones de grabación). La mayoría de los temas fueron terminados por Van Lester, cantante que Jerry Masucci y Ralph Mercado decidieron llamar con el fin de publicar el álbum.
Su cuerpo descansa en el Cementerio Civil de Ponce, Puerto Rico, al lado de su hijo Héctor Pérez Jr. y su esposa Nilda «Puchi» Román, fallecida en 2002.

## Legado

### Características de su voz
Algo distinguido de la voz de Lavoe era su nasalidad natural, que no fingía al cantar. Otro aspecto era el brillo en su voz y lo limpia que era: no sonaba rasposa ni opaca. Sumado a ello, poseía una gran fuerza para cantar, que le imprimía un carácter fuerte a sus interpretaciones. Tenía también un manejo bastante eficiente de su registro vocal, el cual se extendía desde el la2 (como se aprecia en algunas versiones en vivo de «La murga de Panamá», mientras hacía la melodía de los trombones), hasta el la4 (que se puede apreciar en «La murga de Panamá»).Tenía un registro de tenor común, sin aventurarse en los agudos extremos. También poseía una dicción que le daba la cualidad de cantar fraseo extenso y rápido con mucha claridad y con buena emisión, lo cual le permitía al oyente entender lo que estaba cantando. [Cita requerida]

### Homenajes

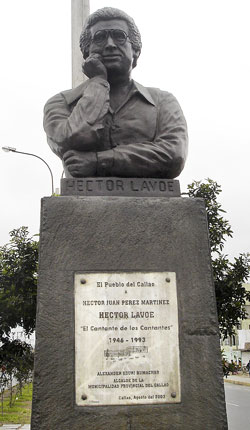
Estatua de Héctor Lavoe en el Callao (Perú).

El legado musical dejado por Héctor Lavoe se ve presente en muchos de los cantantes de salsa contemporáneos. Dado al enorme reconocimiento que tiene, estos nuevos cantantes del género tratan de imitarlo tanto en su voz como en su personalidad. Cantautores de reguetón, cumbia, merengue e incluso rock han llegado a interpretar canciones de él demostrando así una gran admiración por lo que Lavoe representó en el mundo de la música.
Existen monumentos levantados en su honor en Ponce, Puerto Rico (donde se le considera hijo ilustre), y en el puerto del Callao, Perú.
Su agitada vida personal y profesional también fue llevada al teatro y al cine. En 1999, se estrenó la obra teatral ¿Quién mató a Héctor Lavoe?, producida por Pablo Cabrera y David Maldonado, con Domingo Quiñones personificando a Lavoe. Para el año 2006, aparece la película biográfica El cantante, protagonizada por Marc Anthony y Jennifer López. En 2011 se estrenó otra película biográfica, The King Hector Lavoe, esta vez con Raúl Carbonell dando vida a Lavoe.
La orquesta que acompañó a Héctor a lo largo de su carrera se volvió a reunir bajo la dirección del pianista Gilberto Colón Jr. el 1 de mayo de 1999 en el estadio Hiram Bithorn celebrando la carrera musical de Lavoe; en este concierto participaron, en calidad de invitados, artistas como Ismael Miranda, Tito Nieves, Adalberto Santiago, Tito Rojas, Willie Colón, Yomo Toro, Papo Lucca, Cano Estremera, Héctor «Pichie» Pérez, entre otros. La Orquesta de la Gente realiza presentaciones interpretando y recordando la música de Héctor Lavoe. La agrupación Fania All Stars, al igual que Willie Colón, realizan homenajes a Lavoe en sus presentaciones.
En la saga del reconocido videojuego Grand Theft Auto, Héctor aparece gracias a sus canciones «Mi gente» y «El Malo» (esta última junto con Willie Colón), que son reproducidas en Radio Espantoso, del juego Grand Theft Auto: Vice City Stories. Después apareció en GTA Online en el DLC The Contract con su canción «Calle Luna Calle Sol» (también con Willie Colón) en la emisora MOTOMAMI Los Santos.
En la telenovela colombiana "Yo soy Betty, la fea", la canción "Ausencia" de Héctor Lavoe aparece de fondo en uno de los capítulos. Específicamente en la escena donde Betty acompaña a Aura María a bailar con dos amigos. Durante esta escena, Betty sueña despierta que está bailando con Don Armando y el bolero "Ausencia" se escucha de fondo, creando un momento memorable y emotivo en la telenovela.

## Vida privada
En 1968 nació su primer hijo llamado José Alberto Pérez, con Carmen Castro. Su segundo hijo llamado Héctor Pérez Jr., fruto de su relación con Nilda «Puchi» Román (con quien se casaría posteriormente), nació en 1969 pero falleció en 1987 al manipular un arma de fuego. 
En junio de 2002, nueve años después de su fallecimiento, los restos de Lavoe fueron llevados a su ciudad natal, Ponce, Puerto Rico, tal y como él mismo lo pidió. Junto a él descansan los cuerpos de su esposa, Nilda «Puchi» Román, y su hijo Héctor Pérez Jr. La gestión fue realizada por el cantante de salsa Ismael Miranda.

## Discografía

### Álbumes de estudio
Como vocalista de la Orquesta de Willie Colón
- El Malo (1966)
- The Hustler (1967)
- Guisando: Doing a job (1968)
- Cosa Nuestra (1969)
- La Gran Fuga (1970)
- Asalto Navideno, Vol. 1 (1971)
- El Juicio (1972)
- Asalto Navideño, Vol. 2 (1973)
- Lo Mato (1974)
- The Good, the Bad and the Ugly (1975)
- Vigilante (1983)

Como solista
- La Voz (1975)
- De Ti Depende (1976)
- Comedia (1978)
- Feliz Navidad (1979) (con Daniel Santos y Yomo Toro)
- Recordando a Felipe Pirela (1979)
- El Sabio (1980)
- Que Sentimiento! (1981)
- Vigilante (1983) (con Willie Colón)
- Reventó (1985)
- Strikes Back (1987)
- The Master & The Protege (1993) (con Van Lester; álbum póstumo)

### Álbumes recopilatorios
Compilaciones
- Crime Pays (1972)
- Déjà Vu (1978)
- Héctor's Gold (1980)
- Las clásicas de Héctor Lavoe Vol. 1 y 2 (1989)
- Tributo a Héctor Lavoe (1993)
- Lavoe: Fania Legends of Salsa Collection Vol. 1 (1993)
- Lavoe: Fania Legends of Salsa Collection Vol. 2 (1994)
- Fania All-Stars with Hector Lavoe (1997)
- 15 éxitos - Héctor Lavoe (2000)
- Swings (2000)
- Tú bien lo sabes (2001)
- Hector Lavoe - La experiencia (2004)
- La Voz Fania Masterworks (2007)
- A Man and His Music: La Voz (2007)
- El Cantante: The Originals (2007)
- Asalto Navideño Deluxe Edition (2007)
- The Complete Studio Albums, Vol. 1 (2008)
- The Complete Studio Albums, Vol. 2 (2009)
- El juicio Fania Masterworks (2009)
- Historia de La Salsa - Héctor Lavoe (2009)
- Héctor Lavoe: Greatest Hits (2010)
- Héctor canta a Borinquen (2010)
- Hector Lavoe Anthology (2012)
- Selecciones Fania - Héctor Lavoe (2012)

### Colaboraciones en álbumes
- Mi china me botó (1965) del álbum Está de bala, con Russell Cohen y La New Yorker Band; grabado en 45 RPM.
- Tú bien lo sabes (2001) del álbum recopilatorio Tú bien lo sabes, grabado originalmente en 1981.

### Otros álbumes
Con Tito Puente
- Homenaje a Beny Moré Vol. 2 (1979)
  - "Donde Estabas Tú"
- Homenaje a Beny Moré Vol. 3 (1985)
  - "Tumba Tumbador"

Álbumes con Fania All Stars
- Live at the Red Garter, Vol.1 y 2 (1968 y 1969)
  - "Noche" con Pete «el Conde» Rodríguez, Ismael Miranda y Adalberto Santiago.
- Live at the Cheetah, Vol. 1 y 2 (1972)
  - "«Quítate tú" con Adalberto Santiago, Cheo Feliciano, Ismael Miranda, Pete «el Conde» Rodríguez, Santos Colón y Johnny Pacheco.
- Live At The Cheetah Vol. 2 (1972)
  - "Que Barbaridad" con Ismael Miranda.
- Fania All Stars: Our Latin Thing-Soundtrack (1972)
  - "«Quítate tú" con Adalberto Santiago, Ismael Miranda, Pete «el Conde» Rodríguez y Santos Colón.
- Fania All Stars en vivo en el Yankee Stadium Vol. 1 (1975)
  - "Mi Gente" grabada originalmente en el concierto inauguración del Coliseo Roberto Clemente en San Juan, Puerto Rico de 1973; también aparece en el álbum San Juan 73.
- Fania All Stars Live at Yankee Stadium Vol. 2 (1975)
  - "Congo Bongo"con Cheo Feliciano. Grabada originalmente en el concierto inauguración del Coliseo Roberto Clemente en San Juan, Puerto Rico de 1973; también aparece en el álbum San Juan 73.
- Salsa, Original Motion Picture Sound Track Recording (1976)
  - "Mi Gente" recorded live at the inauguration concert of Roberto Clemente Coliseum, San Juan Puerto Rico 1974.
- Tribute to Tito Rodriguez (1976)
  - "Cuando, Cuando, Cuando" y "Vuela La Paloma" con Santos Colón, Ismael Quintana, Ismael Miranda, Justo Betancourt, Bobby Cruz, Pete «el Conde» Rodríguez y Cheo Feliciano.
- Fania All Stars Live (1978)
  - "Saca Tu Mujer" con Ismael Quintana, Santos Colón, Ismael Miranda, Cheo Feliciano, Celia Cruz y Justo Betancourt. Grabado en vivo en el Madison Square Garden, Nueva York, Estados Unidos.
- Habana Jam (1979)
  - "Mi Gente / Barbarazo" con Wilfrido Vargas. Grabado en el Teatro Karl Marx en La Habana, Cuba, el 3 de marzo de 1979.
- Commitment (1980)
  - "Ublabadu".
- Latin Connection (1981)
  - "Semilla de Amor".
- Lo Que Pide La Gente (1984)
  - "El Rey De La Puntualidad", "Por Eso Yo Canto Salsa" y "Usando El Coco" con Cali Alemán, Ismael Quintana, Ismael Miranda, Adalberto Santiago, Pete «el Conde» Rodríguez y Celia Cruz.
- Viva La Charanga (1986)
- Live in Africa (1986)
  - "Me Voy Pa' Morón", "Isla Del Encanto" y "Guajira Con Tumbao" con Ismael Miranda, Pete «el Conde» Rodríguez y Cali Alemán.
- Bamboleo (1988)
  - "Siento".
- San Juan 73 (2009) grabado en la inauguración del Coliseo Roberto Clemente en San Juan, Puerto Rico de 1973.
  - "Mi gente"
  - "Congo Bongo", con Cheo Feliciano.

Lavoe también cantó coros en tres canciones del disco de Mon Rivera con Willie Colón, There Goes The Neighborhood (1974), y en la canción "Las Cadenas de Chuíto" de Jesús Sanchez. Disco de Erazo Música Jíbara para las Navidades (1978).

### Álbumes en vivo
Como solista
- Hector Lavoe Live (1997)
- Mi Regreso Live At Private Club (2005)

## Filmografía
| Año  | Título                                       | Notas                                                |
| ---- | -------------------------------------------- | ---------------------------------------------------- |
| 1972 | Our Latin Thing (Nuestra Cosa)               | Primera película de Fania All Stars                  |
| 1974 | Celia Cruz and the Fania All Stars in Africa | Concierto grabado en África                          |
| 1976 | Salsa                                        | Documental                                           |
| 1983 | The Last Fight                               | Cameo de Héctor Lavoe                                |
| 1986 | Live in Africa                               | El detrás de cámaras de la Fania All Stars en África |
| 2015 | The Latin Explosion: A New America           | Documental                                           |
| 2019 | El día de mi suerte                          | Serie peruana                                        |

## Premios y nominaciones
Premios Grammy
| Año  | Categoría(s)                | Nominación   | Resultado | Ref.   |
| ---- | --------------------------- | ------------ | --------- | ------ |
| 1988 | Mejor álbum latino tropical | Strikes Back | Nominado  | [ 73 ] |